# Памет (филм)
„Памет“ е български игрален филм (драма) от 1985 година на режисьора Дочо Боджаков, по сценарий на Константин Павлов. Оператор е Александър Иванов. Музиката във филма е композирана от Кирил Цибулка.

## Сюжет
Първите години след 9 септември 1944 г. Синът на Елена – Кирил е загинал. Как е станало това, къде и кога – никой не може да каже. Представителите на народната власт решават да му построят паметник на площада. Майка му Елена се противопоставя, но въпреки това паметникът е издигнат. За Елена е по-важно да узнае истината за смъртта на сина си, защото е убедена, че става дума за предателство от страна на близък приятел. Постепенно тя успява да възстанови в паметта си този образ. С пистолет в чантата тя тръгва да търси дома на предателя. След като го открива, Елена разбира, че той не е между живите. Разбира и безсмислието на своето желание за мъст.

## Актьорски състав
- Катя Паскалева – Елена
- Стефан Мавродиев – Сандо
- Иван Григоров – Симо
- Никола Чиприянов – Стамен
- Бойко Илиев – Павел
- Димитър Танев -Владо
- Ангел Велинов – Следователят Георгиев
- Никола Добрев – Киро
- Мария Тодорова – Станка
- Дора Маркова – Сляпата
- Цветана Енева – Сара
- Светослав Карабойков
- Борислав Иванов
- Антон Савов
- Катя Тодорова
- Цочо Керкенезов
- Александър Лилов
- Николай Латев
- Моше Дворецки
- Пейчо Пейчев
- Кирил Бозев
- Диян Мачев
- Емилия Димитрова

## Награди
- Наградата на СБФД за женска роля на Катя Паскалева, (1985).
- Наградата на Окръжния съвет за култура на Прегледа „Южна пролет“, (Хасково, 1986).